# Dictyophleba
Dictyophleba es un género de plantas con flores con seis especies perteneciente a la familia Apocynaceae. 
Es originario de África tropical y las Comoras.

## Taxonomía
El género  fue descrito por Jean Baptiste Louis Pierre y publicado en Bulletin Mensuel de la Société Linnéenne de Paris (sér. 2) 1: 92. 1898.

## Especies
- Dictyophleba leonensis
- Dictyophleba lucida
- Dictyophleba ochracea
- Dictyophleba rudens
- Dictyophleba setosa
- Dictyophleba stipulosa